# Zusammensetzen
Das Zusammensetzen ist nach DIN 8593-1 eine Gruppe von Fügeverfahren. Es dient, wie alle Fügeverfahren, dem Verbinden von zwei oder mehr Werkstücken. Die Ordnungsnummer ist 4.1. Unterschieden wird nach folgenden sechs Verfahren:
- 4.1.1 Auflegen, Aufsetzen
- 4.1.2 Einlegen, Einsetzen
- 4.1.3 Ineinanderschieben
- 4.1.4 Einhängen
- 4.1.5 Einrenken
- 4.1.6 Federnd einspreizen

## Auflegen, Aufsetzen
Beim Auflegen, Aufsetzen oder auch Schichten genannt, werden zwei Teile unter Nutzung der Schwerkraft gefügt. Meist entsteht dabei eine formschlüssige Verbindung. Die zwischen den Fügepartnern entstehenden Verbindungsflächen können das aufgelegte Teil in sämtlichen Dimensionen festlegen, sodass es weder rotieren noch verrutschen kann.

## Einlegen, Einsetzen
Einlegen oder Einsetzen ist ein Verfahren bei dem ein Teil in ein Formelement eines anderen Teils eingelegt wird, beispielsweise das Einlegen eines Reserverades in die entsprechende Vertiefung (Reserveradmulde) des Fahrzeuges.
Flächen die senkrecht zur Fügerichtung liegen (Seitenwände) können als Anschlag genutzt werden und nehmen auch seitliche Kräfte auf.

## Ineinanderschieben
Beim Ineinanderschieben wird ein Teil in ein anderes hineingeschoben oder darübergeschoben. Es wird zwischen zwei Varianten unterschieden:
- Aufschieben oder Aufziehen: Das Außenteil wird auf das Innenteil geschoben.
- Einschieben oder Einführen: Das Innenteil wird in das Außenteil hineingeschoben.

Beim Inneneinanderschieben entsteht zwischen den Fügepartnern eine Passung, was es von anderen verwandten Verfahren unterscheidet. Beim Auf- oder Einlegen entstehen keine Passungen. Beim Einpressen werden dagegen hohe Kräfte zum Verbinden benötigt, während diese beim Ineinanderschieben relativ gering sind. Es lässt sich auch für Spielpassungen nutzen, bei der die Fügepartner gegeneinander beweglich sind.

## Einhängen
Beim Einhängen werden die Bauteile in Zugfedern eingehängt und durch diese gesichert. Der Montageaufwand ist meist gering und die übertragenden Kräfte groß, sodass sie ein großes Anwendungsgebiet haben. Beispiele sind Heckklappenscharniere. Die Verbindungen können fest sein oder beweglich.

## Einrenken
Charakterisiert wird Einrenken durch eine geeignete Kombination oder Abfolge aus Schieben und Drehen. Einrenken erfolgt also durch eine lineare, (translatorische) und anschließend eine rotatorische Bewegung. Die Verbindung hält durch Formschluss, das Öffnen kann durch Überwindung von Haftreibung und/oder einer Federkraft und/oder dem vorhergehenden Umgehen einer Raststufe oder Öffnen einer Sperre erfolgen.
Typisch sind Bajonettverbindungen an Öffnungen von Behältern (Druckkochtopf, Fülldeckel für Motoröl), zugfesten Steckern (BNC-Stecker), rüttelsicheren Fassungen für Glühlampen und Sicherungen (Auto, Maschinen) und Kameraobjektiven.
Das Einlegen von einzelnen Batterie- oder Akkuzellen in Zylinder- oder Knopfform in Geräte erfolgt meist durch Einrenken, orientiert nach flacher Boden vs. vorstehender Pol.
Eingerenkt werden weiters die Paneele von Laminatboden, Bühnenpodeste und Arbeitsplattformen. jeweils aus Aluprofilen.
Ausgerenkte Gelenke eines Menschen können – häufig unter Beiziehung eines Arztes – kraftvoll händisch geführt durch eine oder mehrere Personen wieder eingerenkt werden.

## Federnd einspreizen
Beim federnden Einspreizen wird das Fügeteil zunächst elastisch verformt. Nach dem Einlegen oder Einschieben erfolgt die elastische Rückfederung. Beispiele sind Klipverbindung, Schnappverbindung, Spreizringe, Blechfedern und Sicherungsringe.